# ۶۷۷ (پیش از میلاد)
۶۷۷ (پیش از میلاد) ۶۷۷مین سال قبل از تقویم میلادی است.